# Ray Kennedy
Raymond Kennedy (28 de julio de 1951-30 de noviembre de 2021) fue un futbolista inglés, ganador de todos los campeonatos locales en Inglaterra mientras jugaba en el Arsenal y el Liverpool a finales de la década de 1970 y principios de 1980. Inició su carrera como delantero en Arsenal, para posteriormente en Liverpool retroceder en el campo a la posición de volante por la izquierda. Anotó un total de 148 goles en 581 partidos entre liga y copa, repartidos en quince años de trayectoria en la English Football League, además de tres goles con la selección inglesa en sus diecisiete participaciones entre 1976 y 1980.
En noviembre de 1968 firmó profesionalmente con el Arsenal, equipo con el que debutó diez meses después. Participó en la obtención de la Copa de Ferias en 1970, el doblete de liga y FA Cup en la temporada 1970-71 y el subcampeonato en la FA Cup 1972. Tras decaer su rendimiento, Liverpool compró su pase en julio de 1974 en una cifra récord en la época: £200 000. Aquello coincidió con la salida del entrenador Bill Shankly de la institución. Tuvo dificultades en sus primeros años, pero pasar a ser volante por la izquierda por decisión de Bob Paisley fue de gran ayuda para que el Liverpool dominara el fútbol inglés entre 1975 y 1982. Durante ese tiempo ganó en cinco ocasiones la liga, cuatro veces la FA Cup, tres la Copa de Europa, además de la Copa de la UEFA, la Supercopa de Europa y la Copa de la Liga en una ocasión.
A pesar de sus logros en clubes, tras seis partidos con la sub-23 de Inglaterra, no logró trasladar su juego a la selección mayor y solo fue suplente de Trevor Brooking, por lo que abandonó frustrado las convocatorias en marzo de 1981. Durante el período alcanzó a disputar la Eurocopa 1980.
En enero de 1982 firmó por el Swansea City por £160 000, con el que ganó una Copa de Gales cuatro meses después. Sin embargo, las secuelas producidas por el mal de Parkinson mermaron su rendimiento, por lo que en noviembre de 1983 terminó jugando en la Fourth Division para el Hartlepool United. Durante la temporada 1984-85 fue brevemente jugador-entrenador para el equipo chipriota Pezoporikos y para el Ashington, de la Northern League —novena división del fútbol de Inglaterra—.
Fue diagnosticado con la enfermedad de Parkinson en noviembre de 1984. Tras su retiro del fútbol tuvo una vida complicada, en la que debió lidiar con las secuelas del párkinson, las pérdidas de sus negocios y el fin de un matrimonio de quince años. Logró financiar sus gastos médicos gracias a la caridad y a la venta de su colección de medallas en 1993.

## Carrera

### Inicios
Ray Kennedy nació el 28 de julio de 1951 en Seaton Delaval, una villa parte del condado ceremonial de Northumberland. Fue hijo de Martin y Veronica Kennedy, un minero del carbón y una ama de casa, respectivamente. Era el mayor de cuatro hermanos: Trevor, Michael y Janet.
Fue reconocido por un ojeador mientras jugaba fútbol base en Port Vale. Comenzó a entrenar en el Vale Park tras ser persuadido por Stanley Matthews, entrenador en ese entonces del equipo, que fue a su casa a pedirle unirse a las divisiones inferiores. Sin embargo, cuando cumplió dieciséis el mismo Matthews consideró que Kennedy era «demasiado lento para ser futbolista». Se lo consideraba demasiado grande y torpe para el profesionalismo, y solamente el jardinero del club, Dennis Dawson, vio potencial en el joven. Al final dejó el club luego que le dijeran que nunca podría ser jugador profesional.
Regresó al Nordeste de Inglaterra en marzo de 1967 y comenzó a trabajar en una fábrica de dulces mientras jugaba fútbol de manera amateur para los New Hartley Juniors, donde formó una prolífica sociedad en la ofensiva con el exjugador internacional con Inglaterra en divisiones inferiores, Ian Watts. El dúo anotó un total de 142 goles y ayudó al equipo a ganar la East Northumberland Junior League, la Northumberland FA Junior Cup, la East Northumberland Junior League Cup, la North East Youth Challenge Cup, el East Northumberland Junior League Charlton Trophy, la Tynemouth Junior League Challenge Cup y el Magpie Trophy.

### Arsenal F. C.
Kennedy fue observado por el Arsenal mientras jugaba por los New Hartley Juniors. Aunque en un principio el ojeador fue al partido para observar a Watts, generó un interés suficiente para firmar un contrato como practicante en mayo de 1968 y como profesional en noviembre del mismo año. Resultó una tarea complicada ganar un puesto en el equipo titular, ya que el entrenador Bertie Mee solo utilizó a quince jugadores durante la temporada 1968-69. Debido a esto, Kennedy jugó en el equipo de reserva, donde disputó veinte partidos y ganó el título de la Division 1 de la Football Combination.
Debutó en el primer equipo el 29 de septiembre de 1969, en un partido contra el Glentoran válido por la Copa de Ferias. En la First Division jugó por primera vez el 18 de octubre del mismo año, en el empate 1-1 contra el Sunderland en el Roker Park, mientras que su primer gol lo anotó también al Sunderland en el encuentro de vuelta en el calendario de la liga, disputado en Highbury, y que terminó con triunfo de 3-1 para el Arsenal. Entró al minuto 77 del primer partido de la final de la Copa de Ferias contra el Anderlecht en el Constant Vanden Stock y anotó el único descuento en la derrota por 3-1. Aunque no disputó el partido de vuelta, su gol resultó decisivo, ya que el Arsenal ganó la llave por 4-3 en el agregado y obtuvo su primer título europeo en su historia.
Charlie George se rompió el tobillo en el partido inaugural de la temporada 1970-71 y Kennedy lo reemplazó como el acompañante en la delantera de John Radford para el encuentro siguiente. Terminó por disputar los demás partidos de liga en una campaña que coronó al Arsenal como ganador. En la primera ronda de la Copa de Ferias enfrentaron a la Lazio. Tras empatar el primer partido, Kennedy fue atacado por algunos jugadores de la Lazio en un restaurante italiano, conflicto en el que la policía terminó apuntando con un arma a su compañero Eddie Kelly. Posteriormente, dijo que los jugadores de la Lazio se enfocaron en él por su «cara burlona». En la liga anotó su primer triplete contra el Nottingham Forest, si bien después del partido admitió que «esperaba en cualquier momento bajar [su rendimiento]». Su equipo terminó por adelantar al Leeds United en el último partido de la temporada, luego de superar por 1-0 al Tottenham Hotspur en el Derbi del Norte de Londres, gracias a un cabezazo hacia el final del encuentro del mismo Kennedy, que además fue el máximo anotador del equipo con 19 goles. En la FA Cup superaron al Yeovil Town, al Portsmouth, al Manchester City, al Leicester City y al Stoke City para enfrentar por el campeonato al Liverpool en el estadio de Wembley. Aunque Liverpool se adelantó primero en el tiempo agregado, los goles de George Graham y Charlie George aseguraron el triunfo al Arsenal y el cuarto doblete en la historia del fútbol inglés hasta ese momento. Kennedy perdió una gran cantidad de oportunidades durante el partido, a lo que mencionó que «nadie realmente recuerda lo malo si ganas».
Arsenal tuvo un mal inicio en la temporada 1971-72, por lo que Mee decidió comprar a Alan Ball por £220 000. De allí mantuvieron una racha de catorce encuentros sin perder hacia invierno, con lo que lograron recortar su distancia con el Manchester City a cuatro puntos, aunque en la Copa de Europa terminaron eliminados por el Ajax, posterior campeón del torneo. Finalizaron en la liga en quinta posición y entregaron el título al Derby County tras impedir la victoria al Liverpool en el penúltimo día, con un gol de Kennedy. También volvieron a disputar la final de la FA Cup en Wembley, pero en esta ocasión perdieron por 1-0 contra el Leeds United. Hacia el término de la campaña, Kennedy perdió su puesto de titular debido a la fatiga, y en la final solo ingresó al minuto 73 en reemplazo de Radford. Anotó un total de 19 goles en 55 encuentros, con lo que finalizó como el máximo anotador del equipo por segundo año consecutivo.
Kennedy tuvo problemas al principio de la temporada 1972-73: su confianza y forma se vieron mermadas por una marca más férrea de los defensores sobre él, además de llegar a pesar casi 89 kilos —14 stone— por llevar una mala dieta. El capitán Frank McLintock le remarcó a la dirigencia que Kennedy solo estaba jugando al 60 % de su capacidad, por lo que fue multado con £200 antes que comenzara a mejorar su condición física y perdiera peso. Esa temporada solo anotó nueve goles y Arsenal terminó en el segundo lugar de la liga, además de alcanzar las semifinales de la FA Cup, donde cayeron ante el Sunderland.
En la temporada 1973-74 Arsenal terminó por descender a la mitad de la tabla. La marcha de McLintock marcó el final del equipo que dos años antes había ganado el doblete. Kennedy por su parte no pudo anotar del 6 de octubre hasta mediados de enero, por lo que se especuló con posibles traspasos al Sunderland, Newcastle United o Aston Villa. En febrero emitió un comunicado donde dijo que «mi nivel de juego ha bajado desde que me casé, pero comenzó a subir después de que nos distanciamos...Siento que estoy mejor sin ella». Finalizó la temporada en buena forma, pero Mee ya había decidido reemplazarlo con Brian Kidd.

### Liverpool
En julio de 1974 fue vendido al Liverpool por la cifra récord para el club de £200 000. El entrenador Bill Shankly dejó el equipo el mismo día de la transferencia, aunque había admirado a Kennedy por años y mencionó que «tal vez se dirá que una de las últimas cosas que hice por este club fue contratar a un gran nuevo jugador». Poco después del traspaso, retomó el contacto con su pareja y comenzaron a vivir juntos en Ainsdale. Bob Paisley lo hizo debutar en sustitución de John Toshack contra el Chelsea en Stamford Bridge, el 31 de agosto de 1974. Le tomó solo 22 minutos anotar su primer gol en su nuevo equipo, para aumentar el marcador en la cómoda victoria por 3-0. Liverpool acabó la temporada en segundo lugar, detrás del Derby County. Además, el jugador solo disputó 25 partidos, ya que Toshack formó una dupla efectiva con Kevin Keegan en delantera, lo que lo frustró bastante.
Bob Paisley pensó que Kennedy podía jugar como mediocampista. Tras reemplazar a un lesionado Peter Cormack contra el Middlesbrough el 1 de noviembre, pasó a ocupar la camiseta 5 por el resto de la década. Su nueva posición le permitió utilizar su visión y capacidad de distribución para generar oportunidades a sus compañeros, además de todavía permitirle dirigirse a posiciones de gol y convertir él mismo. Liverpool ganó la liga de la temporada 1975-76 con una victoria el último día ante el Wolverhampton Wanderers, para así dejar al Queens Park Rangers segundo por solo un punto. También ganaron la Copa de la UEFA tras superar al Hibernian —Escocia—, a la Real Sociedad —España—, al Śląsk Wrocław —Polonia—, al Dinamo Dresde —Alemania— y al Barcelona —España—, para enfrentar en la final al Club Brujas de Bélgica. Tras comenzar perdiendo 2-0 en la ida, Kennedy anotó el primer gol de la remontada para el 3-2 y, tras empatar 1-1 el siguiente partido en el Jan Breydel, ganaron el torneo con un agregado de 4-3.
Liverpool comenzó la nueva temporada con un triunfo por 1-0 sobre el Southampton en la FA Charity Shield. La liga la terminaron ganando gracias principalmente a su desempeño de local. El 30 de abril, Kennedy marcó un gol decisivo en la victoria por 2-1 sobre el Ipswich Town, contendientes al título en ese momento. El equipo luego no pudo ganar en los siguientes cuatro partidos, pero consiguió acabar un punto sobre el Manchester City. En la Copa de Europa vencieron al Crusaders, al Trabzonspor, al Saint-Étienne y al FC Zürich para enfrentar en la definición del título al Borussia Mönchengladbach. Aunque solo cuatro días antes del partido habían perdido la opción del triplete tras caer en la final de la FA Cup contra el Manchester United, consiguieron el máximo título europeo tras superar por 3-1 en el estadio Olímpico de Roma al equipo alemán.
Tras empatar 0-0 en la FA Charity Shield contra el United, un decepcionante inicio en la temporada 1977-78 dejó fuera al Liverpool de la lucha por el título de liga, mientras que en la FA Cup quedaron eliminados en la tercera ronda. Sin embargo, ganaron la Supercopa de Europa 1977 tras superar al Hamburgo por un marcador global de 7-1, luego de empatar 1-1 de visita y golear por 6-0 en Anfield. Posteriormente recuperaron terreno en la liga al ganar nueve de los últimos doce partidos, pero finalmente solo terminaron segundos a siete puntos del Nottingham Forest. Llegaron a la final de la Copa de la Liga gracias a un gol de Kennedy a su exequipo, el Arsenal, en las semifinales. Sin embargo, perdieron el título contra el Forest por 1-0 en el partido de desempate en Old Trafford. A pesar de estas decepciones en el plano local, volvieron a la final de la Copa de Europa tras vencer al Dinamo Dresde, al Benfica y al Borussia Mönchengladbach. Udo Lattek, técnico del Mönchengladbach, resaltó a Kennedy como el mejor jugador de las semifinales, principalmente por su gol y las asistencias que entregó a Kenny Dalglish y Jimmy Case en el encuentro de vuelta. Para la final enfrentaron al Brujas en Wembley, al que vencieron por 1-0 para revalidar su título de campeones de Europa.
Las opciones de un tricampeonato europeo se esfumaron tras caer en la primera ronda contra el Nottingham Forest. Sin embargo, dominaron en la liga con seis triunfos consecutivos, una ventaja de ocho puntos sobre el segundo, el Forest, y un total de 85 goles a favor y solo 16 en contra. Kennedy ganó el premio al Gol de la Temporada por parte de Match of the Day tras su anotación al Derby County el 24 de febrero. En su autobiografía, el técnico Bob Paisley consideró al plantel de la temporada 1978-79 como el mejor equipo campeón al que estuvo vinculado en sus cuarenta años con el club. El United les impidió conseguir el doblete otra vez tras ganar las semifinales en la FA Cup, luego de un desempate en el Goodison Park. Liverpool también perdió la Supercopa de Europa 1978 tras caer por 4-3 en el agregado contra el Anderlecht.
El equipo ganó la Charity Shield de 1979 después de vencer por 3-1 al Arsenal. Tras ello, Kennedy sufrió una lesión al ligamento de la rodilla que le hizo perderse algunos partidos de la primera parte de la temporada. Además, criticó el desempeño del lateral derecho Alan Kennedy, diciendo:«Me ha quitado cinco años de mi carrera... Alan no tiene ni calma ni mucho cerebro. No me desagrada, pero no congeniamos en la cancha». Alan dijo que en ocasiones sentía nervios durante los partidos y que eso, sumado a la falta de entendimiento entre los dos, afectó su capacidad para entregar pases precisos a Ray. Kennedy también comenzó a tener problemas fuera de la cancha, lo que lo llevó a ser arrestado junto con Jimmy Case tras golpear a un hotelero que lo confundió con Alan. Ambos se declararon culpables y debieron pagar £150 cada uno. A pesar de este y otros sucesos similares, Kennedy evitó que estos comportamientos afectaran su rendimiento o disciplina en el terreno de juego. Al respecto, mencionó que «era una buena amistad», pero que «nos hacía mal a ambos». Terminó la temporada con nueve goles en cincuenta y seis partidos y campeón de liga dos puntos arriba del Manchester United. En la FA Cup fueron eliminados en semifinales por el Arsenal tras perder en un tercer encuentro de desempate, luego de acabar igualados en los dos anteriores y en la llave original. En verano, firmó un nuevo contrato con el club por cuatro años.
Liverpool retuvo la Charity Shield tras vencer por 1-0 al West Ham. En liga, sin embargo, quedaron en quinto puesto tras ganar diecisiete partidos y empatar la misma cantidad, con solo ocho derrotas durante la temporada. Ganaron por primera vez la Copa de la Liga tras superar al West Ham por 2-1 en un encuentro de desempate. También llegaron a la final de la Copa de Europa tras superar en las rondas previas a Oulun Palloseura —Finlandia—, al Aberdeen —Escocia—, CSKA Sofía —Bulgaria— y al Bayern de Múnich —Alemania—. Justamente en las semifinales contra el Bayern, Kennedy fue el capitán debido a que Graeme Souness y Phil Thompson estaban lesionados. Además, en la llave de vuelta anotó en el Olímpico de Múnich el tanto necesario para que ganaran la llave por la regla del gol de visitante, lo que consolidó su estatus de «especialista» en semifinales. En la final superaron por 1-0 al Real Madrid para conseguir su tercer título en la competencia.
Seguido a la salida de Jimmy Case del club, Kennedy comenzó a sentirse desilusionado del Liverpool. En un margen de pocas semanas al comienzo de la temporada 1981-82 sufrió las dos primeras expulsiones de su carrera. Además, progresivamente, Ronnie Whelan comenzó a reemplazarlo en su puesto hasta ser el titular. Jugó su último partido de liga con la institución el 5 de diciembre de 1981 contra el Nottingham Forest en City Ground, encuentro en que marcó un gol en el triunfo por 2-0. Ocho días después jugó su último partido por Liverpool en la Copa Intercontinental 1981, donde cayeron por 3-0 contra Flamengo de Brasil en el estadio Olímpico de Tokio. Debido a que participó en quince encuentros ligueros durante la primera mitad de la temporada, obtuvo su medalla de campeón de liga luego que Liverpool superara al Ipswich Town por cuatro puntos. Sunderland intentó que el jugador llegara cedido al club en enero de 1982, pero el trato fue rechazado por Liverpool, además de que Kennedy no estaba de acuerdo con las condiciones impuestas por el entrenador Alan Durban.

### Últimos años
En enero de 1982, Kennedy firmó un contrato de cuatro años con el Swansea City, dirigido en ese entonces por su excompañero John Toshack, tras el pago de £160 000. El equipo falló en su intento por ganar la liga, luego de perder cinco de los últimos seis partidos, lo que los dejó en el sexto lugar con 69 puntos, a diecisiete del Liverpool. A pesar de esto, sí consiguieron la Copa de Gales tras superar en el Derbi del Sur de Gales al Cardiff City por 2-1 en Vetch Field. Aunque Kennedy expresó a Toshack sus preocupaciones sobre el equipo y su futuro en él, este terminó por seleccionarlo como capitán para la temporada 1982-83. A mediados de temporada sufrió molestias en los isquiotibiales y, tras actuaciones cada vez más extrañas, la prensa local dijo que «parecía que no quería trabajar y que no tenía su tranquilidad habitual con el balón». La merma en su capacidad física se debió al avance de la enfermedad de Parkinson, aunque no fue diagnosticado hasta después de su retiro. Toshack le quitó la capitanía y lo separó del equipo por dos semanas. En marzo de 1983 fue ubicado en la lista de transferibles y, el 7 de mayo, el equipo concretó su descenso de categoría. Los problemas económicos del club empeoraron y la dirigencia preguntó a los jugadores si podían aceptar un recorte en sus sueldos para superar la crisis, lo que Kennedy rechazó. Finalmente, en octubre de 1983 despidieron a Toshack y el jugador aceptó dar fin a su contrato.
Kennedy firmó por el Hartlepool United de la Fourth Division, dirigido por Mick Docherty, en noviembre de 1983. Pero, al mes siguiente, el técnico fue despedido e intentó, sin éxito, denunciar al equipo por negociar un contrato ilegal con el jugador. Billy Horner, su asistente, lo reemplazó y entrenó al club por segunda vez para salir adelante de una creciente crisis financiera. Al final de la temporada, Hartlepool se vio forzado a pasar por una reelección y Kennedy quedó como jugador-entrenador por su ayuda en conseguir apoyo en la campaña. En verano de 1984 dejó la institución para pasar a ser jugador-entrenador del Pezoporikos, de Chipre. Cada vez se vio más incapaz de jugar debido a su deterioro físico y, tras un pobre inicio en la temporada 1984-85 y contra los deseos de la directiva, debió regresar a Inglaterra en diciembre, para al mes siguiente presentar su dimisión. Esto le permitió manejar el pub Melton Constable en Seaton Sluice, Whitley Bay. En enero de 1985 jugó por el Ashington de la Northern League, dirigido por Colin Todd, pero solo disputó seis partidos hasta que su pierna derecha comenzó a sufrir cada vez más de rigidez debido al avance de su enfermedad. Incapaz incluso de participar en su equipo de Melton Constable en la Sunday League, pronto comenzó a tener dificultades para lidiar con la vida diaria.

## Selección nacional
Jugó seis partidos por el combinado sub-23 inglés, con el que debutó el 5 de enero de 1972 contra Gales.
Don Revie lo convocó por primera vez al seleccionado adulto el 24 de marzo de 1976. Debutó contra Gales y anotó la apertura de la cuenta en la victoria por 2-1. A pesar de esto, nunca pudo consolidarse como el volante por la izquierda titular de Inglaterra debido al rendimiento de Trevor Brooking. Jugó en el British Home Championship contra Gales, Irlanda del Norte y Escocia para luego ser descartado por los siguientes siete encuentros. Después viajó con el equipo a Sudamérica en 1977 y también anotó otros dos goles en un encuentro clasificatorio contra Luxemburgo, para luego salir del radar de la selección con la llegada de Ron Greenwood.
Fue convocado a la Eurocopa 1980 disputada en Italia. Jugó contra Bélgica e Italia, pero no participó en el último encuentro del grupo contra España. Finalmente renunció a la selección tras diecisiete encuentros en marzo de 1981, alegando insatisfacción con la jerarquía inglesa. Bob Paisley escribió en su autobiografía que «en Inglaterra él [Kennedy] jugó erróneamente en un rol defensivo, le pidieron perseguir a los demás. Ray atrapa los demás por su posicionamiento, no necesita correr por todo el campo». Kennedy mencionó que «[él] siente más orgullo por la camiseta roja del Liverpool que por la blanca de Inglaterra» y que «renunciaba aquí y ahora a ser la dama de honor de Greenwood».

#### Participaciones en Eurocopa
| Torneo        | Sede   | Resultado      | Partidos | Goles |
| ------------- | ------ | -------------- | -------- | ----- |
| Eurocopa 1980 | Italia | Fase de grupos | 2        | 0     |

### Partidos internacionales
Actualizado hasta el 15 de junio de 1980.
| Partidos internacionales | Partidos internacionales | Partidos internacionales                                | Partidos internacionales | Partidos internacionales | Partidos internacionales | Partidos internacionales | Partidos internacionales | Partidos internacionales            |
| N.º                      | Fecha                    | Estadio                                                 | Local                    | Resultado                | Visitante                | Goles                    | Asistencias              | Competición                         |
| ------------------------ | ------------------------ | ------------------------------------------------------- | ------------------------ | ------------------------ | ------------------------ | ------------------------ | ------------------------ | ----------------------------------- |
| 1                        | 24 de marzo de 1976      | Racecourse Ground, Wrexham, Gales                       | Gales                    | 1-2                      | Inglaterra               | 70'                      |                          | Amistoso                            |
| 2                        | 8 de mayo de 1976        | Ninian Park, Cardiff, Gales                             | Gales                    | 0-1                      | Inglaterra               |                          |                          | British Home Championship 1975-76   |
| 3                        | 11 de mayo de 1976       | Estadio Wembley, Londres, Inglaterra                    | Inglaterra               | 4-0                      | Irlanda del Norte        |                          |                          | British Home Championship 1975-76   |
| 4                        | 15 de mayo de 1976       | Hampden Park, Glasgow, Escocia                          | Escocia                  | 2-1                      | Inglaterra               |                          |                          | British Home Championship 1975-76   |
| 5                        | 30 de marzo de 1977      | Estadio Wembley, Londres, Inglaterra                    | Inglaterra               | 5-0                      | Luxemburgo               | 65'                      |                          | Clasificatorias a Argentina 1978    |
| 6                        | 31 de mayo de 1977       | Estadio Wembley, Londres, Inglaterra                    | Inglaterra               | 0-1                      | Gales                    |                          |                          | British Home Championship 1976-77   |
| 7                        | 15 de mayo de 1976       | Estadio Wembley, Londres, Inglaterra                    | Inglaterra               | 1-2                      | Escocia                  |                          |                          | British Home Championship 1976-77   |
| 8                        | 8 de junio de 1977       | Estadio de Maracaná, Río de Janeiro, Brasil             | Brasil                   | 0-0                      | Inglaterra               |                          |                          | Amistoso                            |
| 9                        | 12 de junio de 1977      | La Bombonera, Buenos Aires, Argentina                   | Argentina                | 1-1                      | Inglaterra               |                          |                          | Amistoso                            |
| 10                       | 7 de septiembre de 1977  | Estadio Wembley, Londres, Inglaterra                    | Inglaterra               | 0-0                      | Suiza                    |                          |                          | Amistoso                            |
| 11                       | 12 de octubre de 1977    | Estadio de Luxemburgo, Ciudad de Luxemburgo, Luxemburgo | Luxemburgo               | 0-2                      | Inglaterra               | 31'                      |                          | Clasificatorias a Argentina 1978    |
| 12                       | 22 de noviembre de 1979  | Estadio Wembley, Londres, Inglaterra                    | Inglaterra               | 2-0                      | Bulgaria                 |                          |                          | Clasificación para la Eurocopa 1980 |
| 13                       | 26 de marzo de 1980      | Camp Nou, Barcelona, España                             | España                   | 0-2                      | Inglaterra               |                          |                          | Amistoso                            |
| 14                       | 13 de mayo de 1980       | Estadio Wembley, Londres, Inglaterra                    | Inglaterra               | 3-1                      | Argentina                |                          |                          | Amistoso                            |
| 15                       | 17 de mayo de 1980       | Racecourse Ground, Wrexham, Gales                       | Gales                    | 4-1                      | Inglaterra               |                          |                          | British Home Championship 1979-80   |
| 16                       | 12 de junio de 1980      | Estadio Olímpico de Turín, Turín, Italia                | Inglaterra               | 1-1                      | Bélgica                  |                          |                          | Eurocopa 1980                       |
| 17                       | 15 de junio de 1980      | Estadio Olímpico de Turín, Turín, Italia                | Italia                   | 1-0                      | Inglaterra               |                          |                          | Eurocopa 1980                       |
| Total                    |                          |                                                         | Presencias               | 17                       | Goles                    | 3                        |                          |                                     |

## Estilo de juego
Según Steve Burtenshaw, antiguo jugador del Brighton & Hove Albion y uno de sus primeros guías, era un jugador fuerte con velocidad promedio, buena técnica y excelente juego al primer toque. Don Howe, su técnico en Arsenal, lo comparó con Tommy Lawton y declaró que Kennedy tenía «todas las características de un delantero centro clásico: altura, fuerza, valentía, habilidad, buen cabezazo y una potente zurda». Un examen psicológico realizado por el Arsenal reveló que obtuvo una calificación alta en su capacidad de responder a las órdenes del entrenador; que se encontraba por encima del promedio en cuanto a agresividad, determinación y aceptación de la culpa —tomar responsabilidad por el equipo—; que recibió una puntuación promedio en los apartados de ambición, confianza en sí mismo, control emocional y fortaleza mental; y que estaba por debajo del promedio en liderazgo, rigor y confiabilidad.
Bob Wilson, arquero del Arsenal, dijo que Kennedy tenía «una alarmante falta de autoestima... pero que tenía una fuerza temible subyacente, un ojo asesino y un hombre duro interior». Luego que Bob Paisley lo cambiara al mediocampo, dijo que «Ray Kennedy había nacido para jugar. Un talento natural, con gran habilidad y un jugador para el Liverpool que podía ser moldeado. Sé que podría jugar donde sea». Mostró muy leves señales de la enfermedad del Parkinson a principios de 1970, tales como fatiga tras los partidos y movimientos lentos en su brazo derecho. No fue hasta 1982 que comenzó a tener un efecto notable en su juego.

## Vida tras el retiro
Un especialista diagnosticó a Kennedy con la enfermedad de Parkinson el 4 de noviembre de 1984. El jugador permitió que su imagen se usara para campañas públicas que advirtieran sobre la enfermedad. Su vínculo con la Parkinson's Disease Society lo llevó a conocer a su ídolo de la infancia, Muhammad Ali. También, se lo invitó a realizar algunas tareas de entrenador con el Sunderland durante la temporada 1986-87 en cooperación con Lawrie McMenemy. Además, entre febrero y abril de 1987 trabajó como técnico de medio tiempo, hasta que se lo promovió al primer equipo.
Su esposa, Jennifer, se divorció en octubre de 1987 luego de que la golpeara en el rostro y la tirara por las escaleras de la casa familiar. Esto acabó con un matrimonio de quince años, marcado por las frecuentes infidelidades de Kennedy, y que tuvo dos hijos: Cara —nacida en julio de 1976— y Dale —nacido en enero de 1981—. Para finalizar un mal 1987, le revocaron su licencia para el Melton Constable. Comenzó a aislarse más y la levodopa que le prescribieron fue cada vez menos efectiva contra la enfermedad, por lo que comenzó a inyectarse apomorfina, que mejoró su condición.
Fue dependiente de la Asociación de Futbolistas Profesionales para pagar sus gastos médicos, ya que tanto su divorcio como los problemas con sus negocios y los impuestos absorbieron sus ahorros. Recibió un partido de homenaje disputado entre el Arsenal y el Liverpool en abril de 1991, además de abrirse una colecta de caridad para ayudarlo a pagar sus gastos. A finales de 1992 comenzó a sufrir de trastorno delirante extremo, principalmente como efecto secundario de su medicación, pero mantuvo sus facultades mentales tras ser internado un breve período de tiempo en el hospital.
En 1993 publicó su autobiografía Ray of Hope en coautoría con el doctor Andrew Lees, que estaba tratando su párkinson. Unos meses después vendió su colección de medallas y convocatorias para recaudar fondos. En 2002, un reportaje mostró que estaba viviendo solo en un bungaló en New Hartley. En otra entrevista dos años después mencionó que sufría de soledad y alucinaciones como efectos secundarios de su condición y medicación. En respuesta a la nota, un fanático del Liverpool le compró una computadora, con la que pudo hacer amigos a través de salas de chat sobre fútbol. Kennedy se mantuvo como uno de los jugadores preferidos por la afición del Liverpool décadas después de dejar el equipo. En 2013 fue elegido en el puesto 25 de los «100 jugadores que sorprendieron a Kop».
El 30 de noviembre de 2021 falleció con setenta años.

## Estadísticas

### Clubes
| Arsenal F. C. Inglaterra     | 1.ª           | 1969-70       | 4   | 1   | —   | —  | 2  | 1  | 6   | 2   |
| Arsenal F. C. Inglaterra     | 1.ª           | 1970-71       | 41  | 19  | 14  | 4  | 8  | 3  | 63  | 26  |
| Arsenal F. C. Inglaterra     | 1.ª           | 1971-72       | 37  | 12  | 12  | 3  | 6  | 4  | 55  | 19  |
| Arsenal F. C. Inglaterra     | 1.ª           | 1972-73       | 34  | 9   | 9   | 2  | —  | —  | 43  | 11  |
| Arsenal F. C. Inglaterra     | 1.ª           | 1973-74       | 42  | 12  | 4   | 1  | —  | —  | 46  | 13  |
| Arsenal F. C. Inglaterra     | Total club    | Total club    | 158 | 53  | 39  | 10 | 16 | 8  | 213 | 71  |
| Liverpool F. C. Inglaterra   | 1.ª           | 1974-75       | 25  | 5   | 4   | 3  | 4  | 2  | 33  | 10  |
| Liverpool F. C. Inglaterra   | 1.ª           | 1975-76       | 30  | 6   | 3   | 0  | 10 | 4  | 43  | 10  |
| Liverpool F. C. Inglaterra   | 1.ª           | 1976-77       | 41  | 7   | 10  | 1  | 10 | 1  | 61  | 9   |
| Liverpool F. C. Inglaterra   | 1.ª           | 1977-78       | 41  | 4   | 10  | 1  | 10 | 2  | 61  | 7   |
| Liverpool F. C. Inglaterra   | 1.ª           | 1978-79       | 42  | 10  | 8   | 1  | 4  | 0  | 54  | 11  |
| Liverpool F. C. Inglaterra   | 1.ª           | 1979-80       | 40  | 9   | 14  | 0  | 2  | 0  | 56  | 9   |
| Liverpool F. C. Inglaterra   | 1.ª           | 1980-81       | 41  | 8   | 11  | 3  | 10 | 2  | 62  | 13  |
| Liverpool F. C. Inglaterra   | 1.ª           | 1981-82       | 15  | 2   | 3   | 0  | 5  | 1  | 23  | 3   |
| Liverpool F. C. Inglaterra   | Total club    | Total club    | 275 | 51  | 63  | 9  | 55 | 12 | 393 | 72  |
| Swansea City Gales           | 1.ª           | 1981-82       | 17  | 2   | —   | —  | —  | —  | 17  | 2   |
| Swansea City Gales           | 1.ª           | 1982-83       | 21  | 0   | 7   | 0  | —  | —  | 28  | 0   |
| Swansea City Gales           | 2.ª           | 1983-84       | 3   | 0   | 2   | 0  | —  | —  | 5   | 0   |
| Swansea City Gales           | Total club    | Total club    | 42  | 2   | 9   | 0  | 0  | 0  | 51  | 2   |
| Hartlepool United Inglaterra | 4.ª           | 1983-84       | 23  | 3   | 1   | 0  | —  | —  | 24  | 3   |
| Hartlepool United Inglaterra | Total club    | Total club    | 23  | 3   | 1   | 0  | 0  | 0  | 24  | 3   |
| Total carrera                | Total carrera | Total carrera | 498 | 109 | 112 | 19 | 71 | 20 | 681 | 148 |
| 1. 2.                        |               |               |     |     |     |    |    |    |     |     |

### Selecciones
| Absoluta Inglaterra | 1976          | 4  | 1 | — | — | — | — | 4  | 1 |
| Absoluta Inglaterra | 1977          | 5  | 0 | 2 | 2 | — | — | 7  | 2 |
| Absoluta Inglaterra | 1979          | —  | — | 1 | 0 | — | — | 1  | 0 |
| Absoluta Inglaterra | 1980          | 3  | 0 | 2 | 0 | — | — | 5  | 0 |
| Absoluta Inglaterra | Total         | 12 | 1 | 5 | 2 | 0 | 0 | 17 | 3 |
| Total carrera       | Total carrera | 12 | 1 | 5 | 2 | 0 | 0 | 17 | 3 |
| 1. 2.               |               |    |   |   |   |   |   |    |   |

## Palmarés
Referencia.

### Campeonatos nacionales (12)
| Título          | Club            | País       | Año     |
| --------------- | --------------- | ---------- | ------- |
| First Division  | Arsenal F. C.   | Inglaterra | 1970-71 |
| FA Cup          | Arsenal F. C.   | Inglaterra | 1970-71 |
| First Division  | Liverpool F. C. | Inglaterra | 1975-76 |
| Charity Shield  | Liverpool F. C. | Inglaterra | 1976    |
| Charity Shield  | Liverpool F. C. | Inglaterra | 1977    |
| First Division  | Liverpool F. C. | Inglaterra | 1978-79 |
| Charity Shield  | Liverpool F. C. | Inglaterra | 1979    |
| First Division  | Liverpool F. C. | Inglaterra | 1979-80 |
| Charity Shield  | Liverpool F. C. | Inglaterra | 1980    |
| First Division  | Liverpool F. C. | Inglaterra | 1981-82 |
| Copa de la Liga | Liverpool F. C. | Inglaterra | 1980-81 |
| Copa de Gales   | Swansea City    | Gales      | 1981-82 |

### Campeonatos internacionales (6)
| Título                      | Equipo          | Sede       | Año     |
| --------------------------- | --------------- | ---------- | ------- |
| Copa de Ferias              | Arsenal F. C.   | Inglaterra | 1969-70 |
| Copa de la UEFA             | Liverpool F. C. | Bélgica    | 1975-76 |
| Copa de Campeones de Europa | Liverpool F. C. | Italia     | 1976-77 |
| Supercopa de Europa         | Liverpool F. C. | Inglaterra | 1977    |
| Copa de Campeones de Europa | Liverpool F. C. | Inglaterra | 1977-78 |
| Copa de Campeones de Europa | Liverpool F. C. | Francia    | 1980-81 |

### Distinciones individuales (1)
| Distinción             | Año     |
| ---------------------- | ------- |
| BBC Goal of the Season | 1978-79 |